# Gossypiospermum lanospermum
Gossypiospermum lanospermum là một loài thực vật có hoa trong họ Liễu. Loài này được (Diogo) Pickel mô tả khoa học đầu tiên năm 1958.